# Siphonaria jeanae
Siphonaria jeanae är en snäckart som beskrevs av Jenkins 1984. Siphonaria jeanae ingår i släktet Siphonaria och familjen Siphonariidae. Inga underarter finns listade i Catalogue of Life.